# Fredrik Pfeiff
Fredrik Pfeiff, född 1 november 1738 på Vretabergs herrgård i Grödinge socken, död 23 juli 1798 i Norrköping, var en svensk militär.
Han var son till Per Gustaf Pfeiff och Ulrika Eleonora Palmqvist (1710-1774), bror till översten Carl Pfeiff och överstelöjtnanten Johan Pfeiff samt dotterson till generallöjtnanten Magnus Palmqvist (1660-1729). Han var från 1774 gift med Eva Christina Mareks von Würtemberg  (1751-1813) som var dotter till  fältmarskalken Gotthard Wilhelm Marcks von Würtenberg. Paret fick fyra barn. 
Pfeiff blev kadett vid konungens kadettkår 1753 och fänrik vid Hälsinge regemente 1756 där han blev stabsfänrik 1759 och stabslöjtnant 1765. Pfeiff blev kapten 1767 och premiärmajor 1772 samt erhöll överstelöjtnants avsked 1783. Han blev riddare av Svärdsorden 1779. Som premiärmajor var han 1772 chef för Forsa kompani och var bosatt på gården Rolfsta i Forsa. Som militär medverkade han i det pommerska kriget 1757–1762. "Han insattes på fästning för förgripligt tal på en sockenstämma mot regala brännvinsinrättningen men lösgavs sedan".